# 米爾布里奇 (北卡羅萊納州)
米爾布里奇（英語：Mill Bridge）是位於美國北卡羅萊納州羅恩縣的非建制地區。

## 歷史
米爾布里奇的郵局於1874年設立，其後於1903年停運。

## 地理
米爾布里奇所處的海拔為高於海平面240米（即787英呎），而該地所採用的時區為UTC-5，即北美东部时区（EST）。同時該地設有夏令時間，為UTC-5調快一小時，即UTC-4（EDT）。